# Taurolidina
La taurolidina è un farmaco con attività antimicrobica e anti-lipopolisaccaridica derivato dalla taurina. Il suo ruolo immunomodulatorio si basa sulla presentazione dell'antigene ai macrofagi e ai polimorfonucleati e sulla loro successiva attivazione dei macrofagi e dei polimorfonucleati.
Tale farmaco è stato utilizzato nel trattamento della peritonite e nei pazienti con sindrome da risposta infiammatoria sistemica. La taurolidina ha altresì dimostrato attività antitumorale, con buoni risultati nei primi studi clinici, in particolare nei confronti di neoplasie gastrointestinali e del sistema nervoso centrale.
È stata inoltre studiata come farmaco da utilizzare nella prevenzione delle infezioni dovute al catetere venoso centrale, mostrando buoni risultati sia in vivo, sia in vitro, non sufficienti tuttavia a suggerirne un uso di routine.